# Allopneus
Allopneus est une entreprise française de commerce électronique spécialisée dans la vente et le montage de pneus sur Internet. En 2021, Michelin acquiert 100% d'Allopneus. Conformément aux règles européennes de concurrence, Michelin n’intervient pas dans les choix opérationnels, ni dans la stratégie tarifaire du vendeur en ligne de pneumatiques,.

## Histoire
Son fondateur Didier Blaise prend la responsabilité d'un magasin de pneumatiques en 1979. Il en devient le propriétaire 4 années plus tard, avec la création de Boulogne Pneus (qui deviendra Pneus France Nord en 1986). Il fonde ensuite la société Pneu Leader en 1992, et crée l'année suivante un réseau de 15 points de vente pour les professionnels. Il cède l'ensemble de ces points de vente en 2004.
En décembre 2004, il lance avec ses deux fils Antoine et Mathieu le site allopneus.com. Dès le second semestre 2005, le site Internet est rentable avec 200 000 pneus vendus à l'année. En 2006, Allopneus propose la livraison express en 24h avec Chronopost. 500 000 pneus sont stockés sur les dépôts de Phalempin et de Thumeries.
En 2007, Didier Blaise et ses fils cèdent la société Pneu Leader et se concentrent sur le développement de allopneus.com et la mise en place de solutions de montage. Le site se diversifie alors avec des offres pneus moto, pneus quad, pneus agricoles et pneus poids lourds. Cette année-là, Allopneus compte 60 employés.
En 2009, Allopneus vend un million de pneus, avec un chiffre d'affaires de 75 millions d'euros.
En 2010, en complément d’un réseau de montage traditionnel, ils lancent un service de montage de pneumatiques à domicile. De plus, 550 000 pneus sont stockés sur leur nouvelle plateforme logistique de 34 000 m2 couverts à Oignies.
En 2012, Allopneus enregistre 2 millions de pneus vendus.
En 2013, le site compte 5 000 centres de montage partenaires, et enregistre un chiffre d'affaires de 200 millions d'euros.
Allopneus est élevé au 12e rang du Top 100 des pure players du web en France en 2014. Cette année-là, le site mobile m.allopneus.com est lancé ; le sourcing est effectué sans intermédiaire auprès des manufacturiers mondiaux ; Allopneus acquiert un nouveau siège social à Aix-en-Provence, participe pour la première fois au Mondial de l'Automobile à Paris, et lance Allopneus.com Pro-Entreprises, pour les professionnels. Allopneus compte alors 2,5 millions de clients, stocke 600 000 pneus et déclare un chiffre d'affaires de 210 millions d'euros.
En 2015, Michelin intègre Allopneus.com dans sa stratégie numérique en entrant dans le capital à hauteur de 40 %. Les produits de niche « pneus collection » et « pneus compétition » sont créés.
Allopneus enregistre alors un effectif de 200 personnes, et 3 millions de pneus vendus. Cela les porte première enseigne de distribution de pneus en France.
En 2016, près de 3,5 millions de pneus sont vendus, soit un pneu chaque 9 secondes. Allopneus est alors en 10e place des sites marchands français.
En 2017, Allopneus ouvre un second entrepôt à Valence d'une superficie XXL de 84 000 m2, afin d'augmenter le choix de pneumatiques disponibles sur le site. La première tranche de 42 000 m2 porte la capacité globale de stockage à 1,25 million de pneus et la capacité d'expédition à plus de 50 000 pneus par jour.
En juin 2018, Allopneus annonce que la plateforme d'expédition historique située à Oignies fermera ses portes en fin d'année 2018. À la suite de l'ouverture de l'entrepôt situé à Valence, en 2017, la question de la rentabilité de deux entrepôts qui coexistent s'est posée et la direction d'Allopneus a décidé de n'en conserver qu'un seul.

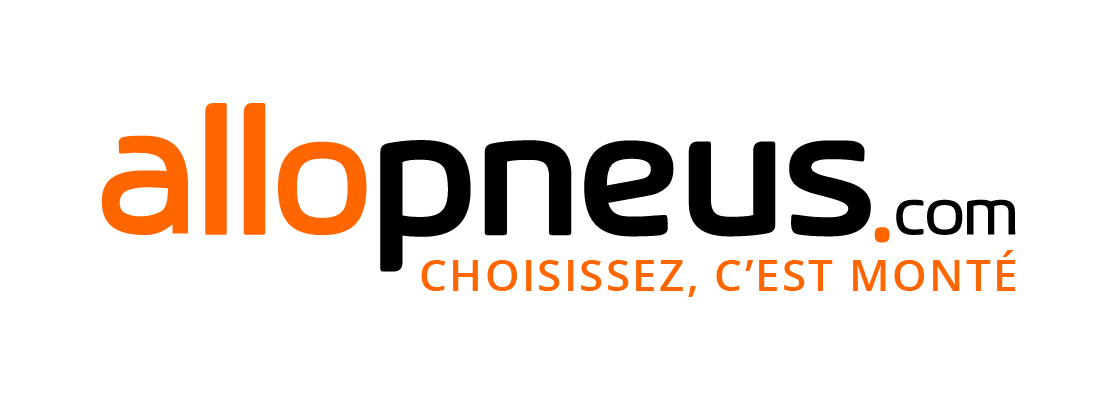
Nouveau logo et nouvelle signature pour Allopneus

En août 2018, un incendie se déclare dans l'usine de Valence, brûlant 60 000 pneus.
En 2019, Allopneus fête ses 15 ans et change sa signature pour mettret en avant l'offre et les solutions de montage associées, tout en conservant son jingle iconiqu,.
En 2021, Le groupe Michelin rachète 100 % du capital d’Allopneus alors leader de la vente en ligne de pneumatique. Allopneus reste indépendant dans son fonctionnement et poursuit son développement vers la satisfaction client.
En janvier 2022, Michel Vincentelli succède à Mathieu Blaise, fils du fondateur Didier Blaise. Michel Vincentelli devient ainsi le nouveau directeur général qui a la charge de la stratégie de développement d’Allopneus.
En juillet 2023, Damien Bonnabel devient Directeur Général d'Allopneus en remplacement de Michel Vincentelli.